# Tiết lộ giám sát toàn cầu (2013–nay)

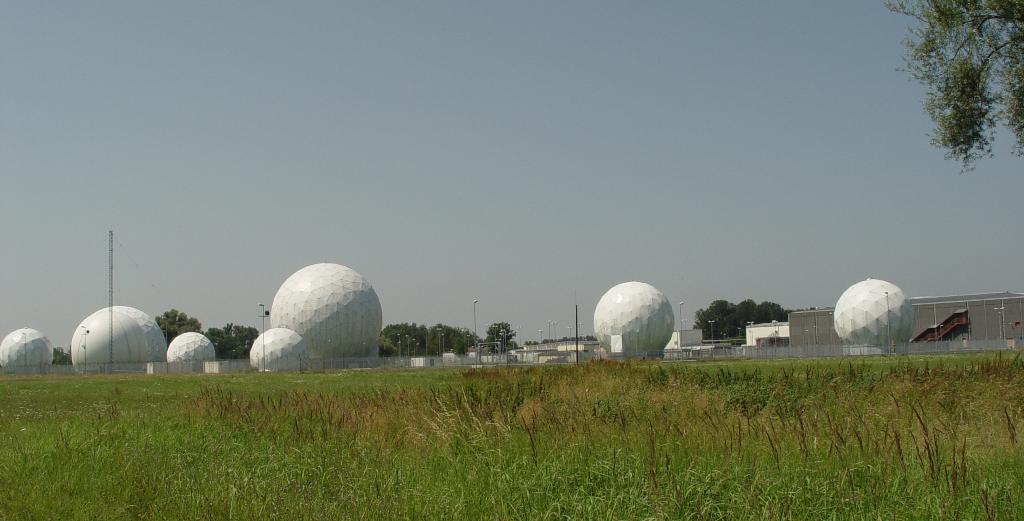
Radar của trạm Echelon 81 cũ tại Bad Aibling, Bayern

Scandal việc do thám bí mật người dân 2013 dính líu tới những sự kiện xảy ra từ tháng 6 năm 2013, sau khi cựu nhân viên của cơ quan NSA, Edward Snowden, đã công bố những tài liệu mật của cơ quan này. Những tài liệu này cho thấy một cách chi tiết, bằng cách nào Hoa Kỳ và Anh theo dõi người dân một cách rộng lớn, đặc biệt là kiểm soát Internet. Ngoài ra các báo chí còn tường thuật là, tình báo của Hoa Kỳ nghe lén cả các tòa đại sứ Âu châu.

## Những tiết lộ của Snowden
Trong những tiết lộ đầu tiên, tờ báo Anh The Guardian và tờ báo Hoa Kỳ The Washington Post công bố tài liệu và tin tức về chương trình do thám để kiểm soát thông tin từ các truyền thông qua Internet, mà ít ai biết tới, PRISM và Boundless Informant. Vào ngày 8 tháng 6 năm 2013, tờ The Guardian tường thuật về Boundless Informant. Theo như tờ báo này thì 70 ngàn báo cáo đã được soạn ra từ những tin tức lấy được trên mạng.
Sau đó một ngày, vào ngày 9 tháng 6, Edward Snowden, người mà cho tới giữa tháng 5 vẫn còn làm công cho hãng cố vấn Hoa Kỳ Booz Allen Hamilton với công việc quản lý hệ thống máy tính tại NSA, mới tiết lộ là những tin tức đó từ anh mà ra. 
Theo những tài liệu mà Snowden đã đưa cho tờ Guardian và tờ Washington Post, Cơ quan mật thám Anh Government Communications Headquarters (GCHQ) đã do thám một cách hệ thống chính trị gia của các nước khác tại cuộc họp mặt thượng đỉnh G20 (Nhóm 20 nước có nền kinh tế quan trọng nhất) tại London. Chẳng hạn như thư điện tử và máy tính bị dò xét, và một số ngay cả khi cuộc họp thượng định đã kết thúc bằng cách dùng Keylogger để lấy trộm các dữ liệu. Trong các cuộc họp các chính trị gia Anh được cho biết ngay lập tức, các thành viên của các nước khác đã nói chuyện với ai.

### Tường thuật của báo chí căn cứ trên những tài liệu cung cấp bởi Edward Snowden
| Báo                      | Thể loại                  | Tóm tắt các tiết lộ |
| ------------------------ | ------------------------- | --- |
| The Guardian             | nhật báo Anh              | Các tờ Người đưa tin Anh (The Guardian) và Washington Post đều tường thuật rằng NSA theo dõi các tín hiệu trên Internet theo thời gian thực qua chương trình PRISM. Thêm nữa, the Guardian cho biết: - NSA thu thập dữ liệu từ hơn 120 triệu người sử dụng Verizon - NSA thu thập các tin tức điện tín qua chương trình Boundless Informant - Trong suốt cuộc họp thượng đỉnh G20 tại London, cơ quan tình báo Anh (GCHQ) nghe lén các trao đổi của các nhà ngoại giao nước ngoài. - GCHQ đã nghe lén và dự trữ dữ liệu từ tín hiệu chạy qua cáp quang bằng chương trình Tempora - Phương pháp để nghe trộm các máy fax mật mã hóa được dùng tại các tòa đại sứ châu Âu với cái tên Dropmire - Microsoft phát triển một khả năng để có thể nghe lén các đoạn tán gẫu mật mã hóa tại Outlook.com. NSA có quyền truy cập các thư điện tử của Outlook.com trước khi các dữ liệu được mật mã hóa." |
| The Washington Post      | Nhật báo Hoa Kỳ           | Tiết lộ về PRISM, cùng lúc với tờ The Guardian. - Tiết lộ về chương trình Upstream, thu thập dữ liệu từ cáp quang. |
| South China Morning Post | Báo tiếng Anh ở Hồng Kông | Trong khoảng 4 năm, NSA đã xâm nhập: - Nhiều công ty điện thoại di động - Đại học Trung Quốc của Hồng Kông và đại học Thanh Hoa tại Bắc Kinh - Hãng điều hành cáp quang Á châu Pacnet |
| Der Spiegel              | Tuần báo Đức              | Tài liệu được cung cấp bởi Edward Snowden cho Der Spiegel tiết lộ là NSA đã do thám nhiều hoạt động ngoại giao của EU, bao gồm: - Đoàn đại biểu của EU tới Hoa Kỳ tại Washington D.C. - Đoàn đại biểu của EU tới Hoa Kỳ tại New York - Hội đồng Liên hiệp Âu châu tại Brussels Chỉ có bốn nước Australia, Canada, New Zealand và Anh là không bị xâm phạm bởi NSA, mà mục tiêu chính ở EU là nước Đức. Snowden cũng xác nhận Stuxnet được phát triển chung bởi 2 nước Hoa Kỳ và Do Thái. |
| O Globo                  | Báo Brasil                | Hoa Kỳ kiểm soát hàng triệu thư điện tử và cú điện thoại của người dân Brasil. Australia và New Zealand đã giúp đỡ Hoa Kỳ trong chương trình do thám của họ. |
| Le Monde                 | Báo Pháp                  | Trong một tường thuật không có liên hệ tới Edward Snowden, báo này cũng tiết lộ là cơ quan tình báo của Pháp DGSE cũng do thám một cách quy mô như vậy, theo như tờ báo này, "bất hợp pháp và ra ngoài vòng kiểm soát". |

## Chương trình và hệ thống do thám

### PRISM
Trong khuôn khổ chương trình PRISM dữ liệu từ các Servers của 9 hãng lớn Internet Hoa Kỳ, trong đó có Apple, Microsoft, Facebook, Google và Skype bị thu thập. Nhờ những dữ liệu này người ta có thể kiểm soát trực tiếp những người bị theo dõi. Các hãng chối là không có tình nguyện đưa các dữ liệu. Họ nói là chỉ cung cấp các dữ liệu  căn cứ theo quyết định của quan tòa.

### Boundless Informant
Chương trình Boundless Informant của Hoa Kỳ phân tích những dữ liệu mà NSA thu thập. Với kỹ thuật khai phá dữ liệu (data mining) trong ngành cơ sở dữ liệu họ có thể lọc ra được những tin tức cần biết từ các thư điện tử hay dữ liệu điện thoại, chẳng hạn những liên lạc của một người bị nghi ngờ là kẻ khủng bố.

### Chương trình Tempora của Anh quốc
Tempora là một chương trình của cơ quan tình báo Anh GCHQ để thu thập dữ liệu từ liên lạc viễn thông và Internet từ những cáp quang chạy qua lãnh thổ Anh.

## Việc kiểm soát toàn cầu của Hoa Kỳ

### Đức
Trong một cuộc phỏng vấn với tuần báo Đức Der Spiegel Snowden cho biết, cơ quan NSA đã thiết lập với sự đồng ý của tình báo Đức  Bundesnachrichtendienstes (BND) tại Wiesbaden trung tâm củng cố tình báo, Consolidated Intelligence Center", từ đó kiểm soát hệ thống viễn thông. Ngoài ra tờ Spiegel còn tường thuật, ở Đức mỗi tháng khoảng 500 triệu liên lạc truyền thông bị NSA theo dõi. Liên lạc truyền thông ở đây có nghĩa là những cuộc nói chuyện điện thoại, thư điện tử, SMS và liên lạc qua Chat. Tại Fort George G. Meade sẽ được lưu giữ thông tin, đường giây nào đã liên lạc với nhau.

#### CIA do thám ở Đức
Ngày 4 tháng 7 năm 2014 báo chí loan báo, một nhân viên của sở tình báo Đức BND bị viện kiểm sát liên bang ra lệnh bắt vào ngày 2 tháng 7 vì đã do thám cho CIA. Nhân viên BND từ 2012 tổng cộng đã lấy cắp 218 tài liệu mật của BND bán cho CIA với giá là  25.000 Euro. Có ít nhất 3 tài liệu có dính líu tới vụ điều tra về sự cố NSA của quốc hội. Tên gián điệp nhị trùng này đã khai là mỗi tuần một lần gởi tài liệu mật lấy được  cho CIA.
Vào ngày 7 tháng 7 năm 2014 theo tin tức của đài truyền hình NDR, WDR vào báo SZ có thêm một trường hợp gián điệp thứ hai. Nhân viên của công an liên bang và của viện kiểm sát liên bang đã lục soát trong khu vực Berlin  nhà cửa và phòng làm việc của một nhân viên bộ quốc phòng, bị tình nghi là cũng do thám cho một cơ quan tình báo của Hoa Kỳ.
Vì hai vụ này chính phủ Đức đã đòi hỏi (không phải trục xuất) là đại diện cho cơ quan tình báo của Hoa Kỳ tại Berlin phải rời khỏi nước Đức.

### Brasil
Theo như tờ báo Brasil O Globo cả người dân Brasil cũng bị nghe lén. Hàng triệu thư điện tử và các cuộc nói chuyện điện thoại bị kiểm soát theo như một bài báo, mà được viết bởi nhà báo của tờ Guardian Glenn Greenwald cùng với phóng viên tờ O Globo. Brasil là nước bị theo dõi nhiều nhất so với các nước châu Mỹ Latin khác. Brasil đã quyết định là sẽ điện thoại cho Liên Hợp Quốc để bàn về các hoạt động do thám của Hoa Kỳ. Mục đích là để bảo vệ tốt hơn đời sống riêng tư của những người sử dụng các công cụ Internet.

### Theo dõi các tòa đại sứ
Những tiết lộ cũng cho thấy, cơ quan NSA nghe lén cả các tòa đại sứ ngoại quốc, nhất là Âu châu, như xâm nhập hệ thống máy tính.

## Phản ứng và hậu quả

#### Ecuador
Ecuador, nơi mà Edward Snowden cũng đã xin tỵ nạn, đã hủy bỏ một hiệp ước thương mại với Hoa Kỳ, mà trong đó Hoa Kỳ cho nước này những đặc quyền thuế má rẻ, sau khi Hoa Kỳ dọa sẽ hủy bỏ hiệp ước, nếu nước này cho phép Snowden tỵ nạn.

### Hoa Kỳ
Theo một cuộc dò hỏi qua điện thoại của tổ chức Gallup, mà kết quả được công bố vào ngày 12 tháng 65,3 % những người tuổi trưởng thành Hoa Kỳ được hỏi không chấp nhận chương trình theo dõi này, 37 % đồng ý.

Tuy nhiên, trong quốc hội thì đa số các dân biểu của cả hai đảng Dân Chủ và Cộng hòa chấp nhận chương trình do thám qua điện thoại và Internet. Tổng thống Barack Obama biện hộ cho chương trình PRISM vào ngày 7 tháng 6 năm 2013 với câu: "Người ta không thể có 100% an ninh và 100% giữ kín chuyện riêng tư và không có bất tiện gì cả."